# Maurice Herzog
Maurice Herzog (Lió, 15 de gener de 1919 - Neuilly-sur-Seine, 14 de desembre de 2012) fou un alpinista i polític francès, primera persona a coronar un cim de vuit mil metres: l'Annapurna.

## Biografia
Nascut el 15 de gener de 1919 a Lió al si d'una família benestant, conservà una prominent posició social com a empresari i alpinista. Militaritzat als anys de la Segona Guerra Mundial, assolí el grau de capità del 27è batalló de caçadors de muntanya.
Ocupa un lloc a la història per haver estat el primer home, junt amb Louis Lachenal, a trepitjar el cim d'una muntanya de més de vuit mil metres d'altitud, l'Annapurna, a la serralada de l'Himàlaia. Aquest fou un fet de gran transcendència en el seu moment. Arribaren al cim el dia tres de juny de 1950, després de gairebé dos mesos d'exploracions i preparació. A més de Herzog i Lachenal a l'expedició hi participaren sis altres alpinistes: Jean Couzy, Marcel Schatz, Gaston Rébuffat, Marcel Ichac, Jacques Oudot i Lionel Terray. També hi prengueren part nombrosos portadors i alguns xerpes, el cap dels quals fou Ang-Tharkey. Al contrari que en la pràctica totalitat d'expedicions posteriors als pics d'aquella serralada, aquell cop cap xerpa va assolir el cim. Poc va mancar però, perquè l'empresa acabés en tragèdia, ja que la davallada del cim fou força accidentada. Terray i Rebuffat van quedar temporalment cecs perquè s'havien tret les ulleres per veure-hi durant una tempesta i Herzog i Lachenal patiren greus congelacions. La història sencera d'aquesta conquesta la va relatar Herzog en un llibre titulat "L'Expédition de l'Annapurna", publicat en francès l'any 1953.
Persona molt activa, ocupà llocs de responsabilitat política a França, sent diputat pel Roine i l'Alta Savoia (1962 – 1978) i batlle de Chamonix (1968 – 1977). El 1958, com a secretari d'Estat de Joventut i Esports del tercer govern de De Gaulle (1958-1959), aprova la fundació de la Union nationale des centres sportifs de plein air (UCPA). Es va reorientar cap als negocis durant la dècada dels vuitanta, participant en diferents consells d'administració d'empreses de construcció i obres públiques i de productes petroliers (Companyia del Tunnel de Mont- Blanc, Associació d'empreses franceses d'autopistes, Spie) fins a principis dels anys noranta. Morí el 14 de desembre de 2012 a una llar d'avis de Neuilly-sur-Seine.